# رائول گارسیا (بازیکن فوتبال، زاده ۲۰۰۰)
رائول گارسیا (انگلیسی: Raúl García؛ زادهٔ ۳ نوامبر ۲۰۰۰) بازیکن فوتبال اهل اسپانیا است.
از باشگاه‌هایی که در آن بازی کرده‌است می‌توان به باشگاه فوتبال رئال بتیس اشاره کرد.